# Christine Orban
Christine Orban, née à Casablanca (Maroc), est une écrivaine, dramaturge et critique littéraire française.

## Biographie
Christine Orban, fille d'assureur, est née en 1954 à Casablanca dans une famille aisée.
Elle arrive en France à l'âge de 18 ans pour suivre des études de droit à la faculté d'Assas et à celle de la Sorbonne, obtenant un DEA puis un DESS de droit privé, comme le souhaitait son père mais décide de se tourner vers la littérature. Elle publie son premier roman Les petites filles ne meurent jamais en 1986 sous le nom de Christine Rheims.
En 1991, elle publie La Femme amoureuse chez Flammarion puis, cinq ans plus tard, Une folie amoureuse chez les éditions Grasset, en collaboration avec son époux. Depuis, vingt-cinq autres ont suivi.
Son troisième roman, Le Collectionneur, publié en 1993, est adapté au théâtre en 2010. Il raconte l'histoire d'Arpad, un numismate passionné, inspiré d'un fait divers .
En 2011, au théâtre du Vieux-Colombier, a lieu la lecture de son roman Virginia et Vita : elle interprète sur scène Virginia Woolf, alors que Muriel Mayette joue le rôle de Vita Sackville-West.
Depuis 2004, elle est membre du jury du Prix Littérature & Musique, décerné lors du Festival Littérature et Musique de Deauville aux côtés du président  Jérôme Garcin. Elle est aussi membre du jury pour le Prix Montalembert du Premier roman de femme destiné à soutenir la jeune création littéraire française. Elle préside durant huit ans le prix littéraire marocain, le prix Mamounia.
Membre du club de l'audiovisuel et des Lauriers de l'audiovisuel radio, télévision, Web.
Elle est aussi membre du jury du prix Château de Versailles du Livre historique, dont la présidente est Catherine Pégard.
L'historien Jean Tulard lui décerne le Prix du roman historique en 2014 pour son portrait de Marie-Josèphe Rose Tascher de La Pagerie, plus connue sous le nom de Joséphine de Beauharnais et première épouse de Napoléon Ier : Quel effet bizarre faites- vous sur mon cœur....
En 2014, une rétrospective de ses œuvres est exposée à la Galerie 55 Bellechasse dans le 7e arrondissement de Paris
Pour son livre Soumise aux éditions Albin Michel -  sur la relation entre Jacqueline et Blaise Pascal- elle obtient le trophée de la Biographie 2023.
La première exposition de Christine Orban fut sous le nom de Christine Rheims.

## Vie privée
Elle est la veuve de Louis Rheims, avocat, premier secrétaire de la Conférence des avocats de Paris, membre de l'ordre du Barreau, ayant donné son nom à l'amphithéâtre « Louis-Rheims » de l'École de formation du barreau de Paris et ayant publié en 1988 « Le guide de l'héritage », coécrit avec Maitre Christiane Letulle Joly.
Elle est mariée à l'éditeur Olivier Orban, avec qui elle a deux fils : Roman et Milan.
Elle fut championne du Maroc de dressage et de concours complet d'équitation.

## Œuvres
- Les petites filles ne meurent jamais, sous le nom de Christine Rheims, JC Lattès, 1986.
- Le Fil de soi, éd. Olivier Orban, 1988.
- Une année amoureuse dans la vie de Virginia Woolf, éd. Olivier Orban, sous le nom de Christine Duhon 1990.
- La Femme adultère, Flammarion, 1991.
- Une Folie amoureuse, en collaboration avec Olivier Orban, Grasset, 1990.
- Le Collectionneur, Albin Michel, 1994.
- L’Âme Sœur, Albin Michel, 1998.
- L’Attente, Albin Michel, 1999.
- Ungaro, éd. Assouline, 1999.
- J’étais l’origine du monde, Albin Michel, 2000.
- Fringues, Albin Michel, 2002.
- Le Silence des hommes, Albin Michel, 2003.
- La Mélancolie du dimanche, Albin Michel, 2004[12].
- Deux fois par semaine, Albin Michel, 2005.
- One day my sister disappeared - a Memoir-Random House, 2005.
- Petites phrases pour traverser la vie en cas de tempête... et par beau temps aussi, Albin Michel, 2007.
- N’oublie pas d’être heureuse, Albin Michel, 2009[13].
- La vie m'a dit…, Albin Michel, 2009.
- Le Collectionneur théâtre, Albin Michel, 2010.
- Le Pays de l'absence, Albin Michel, 2011.
- 52 cadavres exquis de Christine Orban, Yann Queffélec, Didier Van Cauwelaert, Tatiana de Rosnay, Harold Cobert, Daniel Picouly et Irène Frain, création Play Bac, 2011.
- Virginia et Vita, Albin Michel, 2012[14].
- Quel effet bizarre faites-vous sur mon cœur, Albin Michel, 2014.
- Charmer, s’égarer et mourir, Albin Michel, 2016.
- Avec le corps qu'elle a..., Albin Michel, 2018.
- Est-ce que tu danses la nuit..., Albin Michel, 2020
- Soumise, Albin Michel, 2023
- Mademoiselle Spencer, Albin Michel, 2025

## Collaborations
Christine Orban a signé le texte d'une chanson intitulée « Je ne suis pas celle » pour l'album D'elles, de Céline Dion.
Interprétation par Céline Dion entre autres à Las Vegas au César Palace.

## Distinctions
- Chevalière de la Légion d'honneur (2009)[16]
- Chevalière de l'ordre des Arts et des Lettres.
- Officier de l'ordre du Ouissam alaouite.

## Nouvelles
- « Meurtres au Pays du cauchemar », VSD, 2012.
- « Le sacrifice de Joséphine », série Les amants de l'histoire, Le Parisien, 2013.
- « Vous voulez dire que je suis snob ? », série Conversation impossible : un entretien entre Christine Orban et Virginia Woolf, Vanity Fair, 2014.
- « Moi, Caroline actrice entre rêve et réalité », série de l'été du Figaro Madame, juillet 2011.
- " Une nuit pour changer de vie", Édition des Héroïnes , Madame Figaro, juillet 2016
- Nouvelle : « Histoire sans fin, Le pacte Amoureux », Femme actuelle, 2016

## Entretiens
Entre autres : 
- Avec Charlie Rose à New York Bloomberg TV
- Avec Boris Cyrulnik pour Le Figaro Magazine.
- Avec Jorge Semprún pour Le Figaro Magazine.
- Avec Sœur Emmanuelle : dossier spécial Noël et dossier Le Figaro Magazine.
- Avec Bernard-Henri Lévy pour Paris Match.
- Avec Bernard Arnault pour Paris Match
- Avec Monica Lewinsky pour Le Figaro Madame
- Conférence sur Marie-Antoinette Charmer, s'égarer et mourir à la Société de lecture à Genève le 24 octobre 2016
- Entretien avec Karine Le Marchand pour Match.
- Entretien avec Isabelle Adjani pour Match.
- Entretien Le Figaro quotidien dernière page, avec Anne Fulda 2018 "J'aime être séduite pas importunée…"